# Corneille Antoine Jean Abraham Oudemans
Cornelius Anton Jan Abraham (Corneille Antoine Jean Abram) Oudemans (Ámsterdam, 7 de diciembre de 1825 - Arnhem, 29 de agosto de 1906) fue un médico botánico neerlandés.

## Biografía
Hijo del poeta, profesor y filólogo Anthonie Oudemans (su hermano menor fue el astrónomo Jean Abraham Chrétien Oudemans). A sus siete años partió a las Indias Orientales Neerlandesas, donde su padre fue director de una escuela pública. En 1839 retornó a Ámsterdam, donde finalizó estudios clásicos. Dos años después, en 1841, fue admitido en la Universidad de Leiden, donde estudió medicina, y en 1848 prosiguió sus estudios en París y en Viena.
Enseñó botánica, y fue director del Jardín Botánico de Ámsterdam.
Fue autor de publicaciones tanto en el campo médico como en el micológico.

## Obra principal
- Aanteekeningen op de Pharmacopoea Neerlandica (1854–56)
- Leerboek der plantenkunde (2 vols. 1866-70)
- Révisions des Champignons des Pays-Bas (1892 - 1897)
- Lehrbuch der Pharmakognosie des Tier- u. Pflanzenreichs (1865, 2ª ed. 1880)
- De Flora van Nederland (1859–1862, 2ª ed. 1872–1874, 3 tomos)
- Neerlands Plantentuin (1865–1867)
- Observations sur la structure microscopique des écorces de Quinquina (1871)
- Matériaux pour la flore mycologique de la Néerlande (1867–1890)
- Herbarium van Nederlandsche planten
- Fungi Neerlandici exsiccati
- Enumeratio systematica Fungorum (5 vols. 1919 - 1924)

## Eponimia
Género
- (Sterculiaceae) Oudemansia Miq.[2]

Especies
- (Violaceae) Viola oudemansii W.Becker[3]